# Ellenbach (Mahlbach)
Der Ellenbach ist ein etwa 6 Kilometer langer Bach, der nach südlichem, nahe an der Thüringer Grenze beginnendem Lauf westlich und unterhalb des Pfarrdorfes Mühlfeld von Mellrichstadt im bayerischen Landkreis Rhön-Grabfeld von rechts in den Mahlbach mündet.

## Geographie

### Verlauf
Der Ellenbach beginnt seinen Lauf nur etwa 0,5 km südlich der Grenze der Gemeinde Rhönblick im thüringischen Landkreis Schmalkalden-Meiningen im Bayerischen auf etwa 404 m ü. NHN in einer Ackerlandschaft zwischen den bewaldeten Bergrücken der Hohen Schule (538 m ü. NHN) im Westen und des Ellenbacher Bergs (508 m ü. NHN) im Südosten. Der zunächst nur unbeständig wasserführende Bach fließt über einen Kilometer lang nach Südsüdwesten und passiert dabei die Wüstung Ellenbach etwas linksseits des Laufes, von der nurmehr ein Kirchenrest in einem Hain verborgen steht.
Zwischen den immer mehr heranrückenden Waldbergen links und rechts wendet er sich nach Süden und erfährt fast zwei Kilometer nach seinem Laufbeginn Verstärkung aus dem Aubrunnen rechtsseits in seiner Mulde, wo in einem eingezäunten Bereich auch Trinkwasser gefasst wird. Danach passiert er eine Waldenge. In seinem nunmehr mäandrierenden Tälchen, das ab nun südsüdostwärts läuft, durchzieht er bald danach das Mellrichstadter Pfarrdorf Eußenhausen, wo ihn die Staatsstraße St 2445 kreuzt. An den begleitenden Bergen setzt dort der Wald aus und sie fallen auf Hügelhöhe ab.
Nach einer ausgeprägten östlichen Talschlinge fließt der Bach südwärts. Unter der Bahnstrecke Meiningen–Schweinfurt und dann der Kreisstraße NES 36 hindurch tritt er ins Tal des Mahlbachs ein und mündet bald danach auf etwa 282 m ü. NHN westlich und unterhalb des Mellrichstadter Pfarrdorfes Mühlfeld nach 6,2 km langem Lauf von rechts diesem zu.

### Einzugsgebiet
Das Einzugsgebiet des Ellenbachs ist 8,5 km² groß und liegt mit seinem nördlichen Anteilen naturräumlich gesehen im Unterraum Östliches Rhönvorland der Vorder- und Kuppenrhön, abwärts davon im Unterraum Mellrichstädter Gäu der Werra-Gäuplatten. Südlich der die genannten Waldenge querenden Naturraumgrenze steht Oberer Muschelkalk und später im Tal Mittlerer Muschelkalk an, nördlich von ihr ist die östliche Bergflanke Ellenbacher Berg ebenfalls ein Teil der Muschelkalkzone, während die mit 538 m ü. NHN größte Höhe auf der Kuppe der Hohen Schule von Oberem Buntsandstein bedeckt ist.
Das gesamte Einzugsgebiet gehört zur Stadt Mellrichstadt, dessen Pfarrdorf Eußenhausen am Mittellauf der einzige besiedelte Ort darin ist. Die nach Norden zu recht breit werdende Talniederung um den Oberlauf steht ebenso wie die offenen Hügel unterhalb der Waldgrenze bei Eußenhausen größtenteils unterm Pflug. 

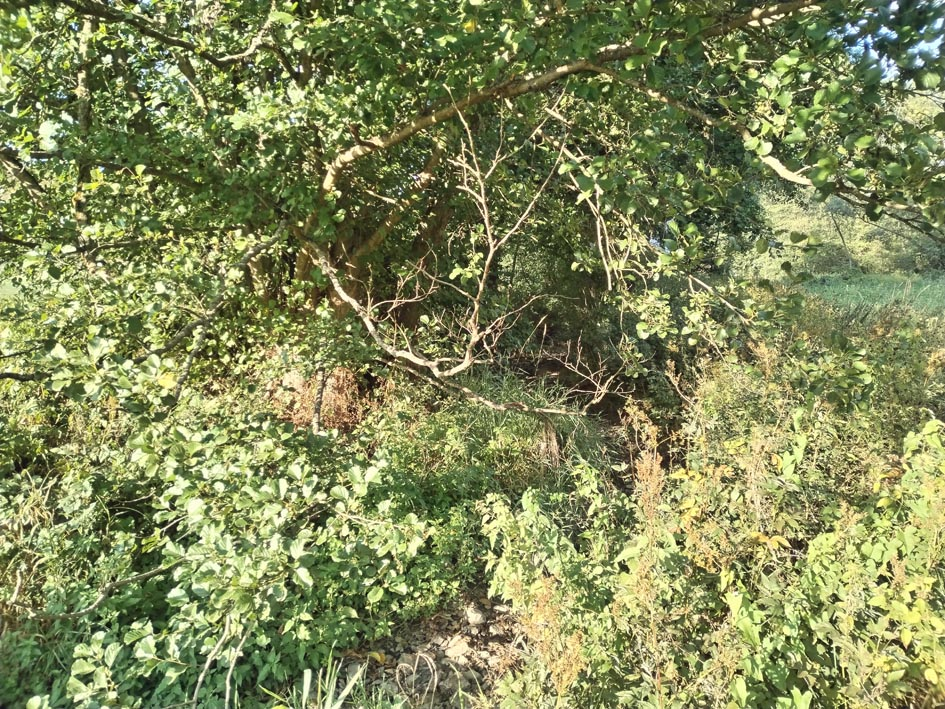
Mündung des Ellenbachs in den Mahlbach

Im Norden grenzt das Einzugsgebiet der Sülze an, die zur Werra entwässert, im Osten das des Fallsbachs und mündungsnäher eines weiteren rechten und oberen Zuflusses des Mahlbachs, während die Konkurrenten im Westen, von der über die Sulz zu dieser fließenden Linz, einen stellenweise trockenen Waldbach aus einem langen Tal südwestlich der Hohen Schule bis zuletzt zu einem oft versiegenden Bach aus dem Höllgrund, alle noch oberhalb des Mahlbachs zur Streu laufen, deren Abfluss über die Fränkische Saale in den Main gelangt. Die nördliche Wasserscheide ist also ein Teil der Wasserscheide zwischen Weser und Rhein.

### BayernAtlas („BA“)
Amtliche Online-Gewässerkarte mit passendem Ausschnitt und den hier benutzten Layern: Lauf und Einzugsgebiet des Ellenbachs

Allgemeiner Einstieg ohne Voreinstellungen und Layer: BayernAtlas der Bayerischen Staatsregierung (Hinweise)
1. 1 2  Höhe abgefragt auf dem Hintergrundlayer Amtliche Karte (Rechtsklick).
2. 1 2 3  Höhe nach schwarzer Beschriftung auf dem Hintergrundlayer Amtliche Karte.
3. ↑  Geologie nach dem Layer Geologischen Karte 1:500.000.

### Gewässerverzeichnis Bayern („GV“)
1. ↑  Länge nach: Verzeichnis der Bach- und Flussgebiete in Bayern – Flussgebiet Main, Seite 89 des Bayerischen Landesamtes für Umwelt, Stand 2016 (PDF; 3,3 MB) (Seitenzahl kann sich ändern.)
2. ↑  Einzugsgebiet nach: Verzeichnis der Bach- und Flussgebiete in Bayern – Flussgebiet Main, Seite 89 des Bayerischen Landesamtes für Umwelt, Stand 2016 (PDF; 3,3 MB) (Seitenzahl kann sich ändern.)

### Sonstige
1. ↑  Brigitte Schwenzer: Geographische Landesaufnahme: Die naturräumlichen Einheiten auf Blatt 140 Schweinfurt. Bundesanstalt für Landeskunde, Bad Godesberg 1968. → Online-Karte (PDF; 4,3 MB)
2. ↑  Heinz Späth: Geographische Landesaufnahme: Die naturräumlichen Einheiten auf Blatt 141 Coburg. Bundesanstalt für Landeskunde, Bad Godesberg 1987. → Online-Karte (PDF; 5,0 MB)